# Koosjere wijn

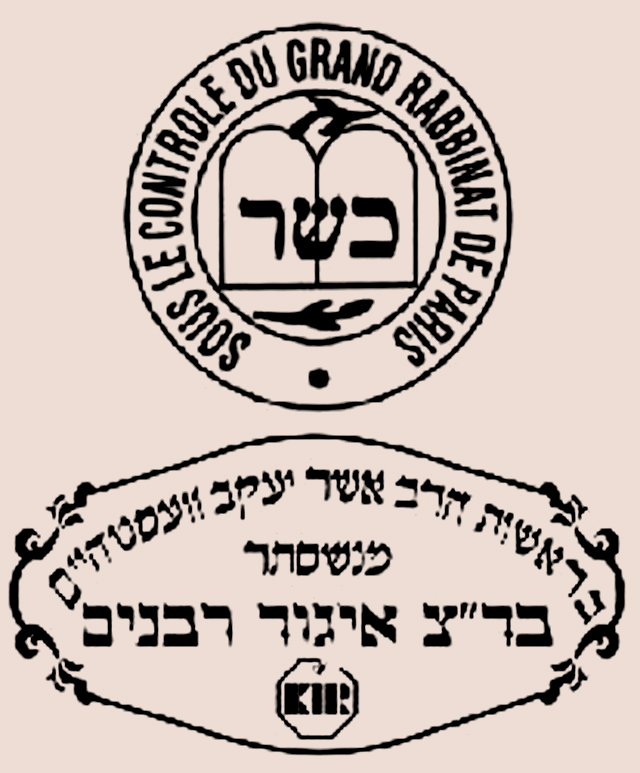
Certificaat voor koosjere wijn

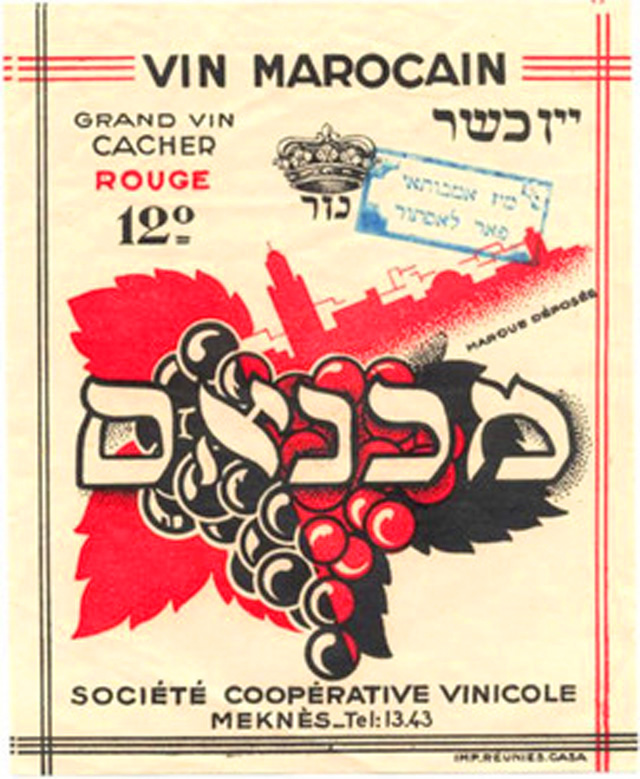
Etiket van een fles koosjere Vin Marocain

Koosjere wijn is wijn die aan de joodse spijswetten voldoet. Orthodoxe joden drinken alleen deze koosjere wijnsoort.
De staat New York en Israël produceren grote hoeveelheden koosjere wijn. In Spanje wordt in het wijngebied Montsant in Catalonië sinds 1995 een niet-gekookte koosjere wijn, de "Flor de Primavera" van Capçanes, geproduceerd. In de Champagne produceert het champagnehuis Louis de Sacy ook koosjere champagne.

## Achtergrond
De basis voor kasjroet staat in de Thora, in Leviticus en Deuteronomium 14:3-21. Wanneer voedsel in overeenstemming is met de regels van kasjroet, dan noemt men het koosjer (Jiddisch "kosher" van Hebreeuws: כשר-kasjèr). Is het niet in overeenstemming met de kasjroet, dan noemt men het niet-koosjer en soms ook treife (Jiddisch van het Hebreeuws: טריפה-treefa). Letterlijk betekent dat laatste iets anders: treife is in dit kader wijn die niet door Joden is gemaakt en niet aan de verdere regels voldoet.
Bij de wijn voor de pesach-tafel gelden, net als voor ander voedsel, strengere eisen. De regels voor koosjere wijnen hebben ook invloed op afgeleide producten zoals mosterd, azijn en ingemaakte groenten en vruchten.

## De wijn
Koosjere wijn mag niet met dierlijke producten in aanraking komen. Dat sluit klaren met eiwit of vislijm uit. Iedere beroering met een niet-koosjer product moet tijdens de productie worden vermeden. Alleen de toezichthoudende rabbijn en Joodse orthodoxe arbeiders mogen vanaf het moment dat de schil van de druif breekt en most vrijkomt nog de druiven, het most en de wijn aanraken. Niet-Joden mogen ook de wijnpers niet beroeren. De toegang tot de wijnkelders wordt altijd verzegeld en ontzegeld voor een volgende verrichting. De wijn mag rood, rosé of wit zijn.
De druivenstokken mogen niet bemest worden, in ieder geval niet met dierlijke mest, en de wijngaard moet ieder zevende jaar braak liggen. Dan mag niet worden geoogst. De druivensoort is niet van belang voor de regels en de druiven mogen, zolang zij niet worden gekneusd, ook worden geoogst door niet-Joden op niet-Joodse grond.
Een tiende van de wijn moest in de Oudheid worden weggegeven aan de Tempel in Jeruzalem. Nu wordt een op de honderd flessen weggegeven als herinnering aan die verplichting.
De fles moet door een jood worden geopend. Zo niet, dan is de ooit koosjere wijn alsnog treife.

### Pesach
Wijnen die niet in aanraking zijn gekomen met graanproducten, zijn daarom geschikt voor de Pesach.

### Mebushal
Sommige wijn wordt volgens de traditie "mebushal" (Hebreeuws: "gekookt"), oftewel gepasteuriseerd. Zo wordt de wijn in de ogen van de orthodoxie zuiver. Deze wijn kan ook door niet-Joden worden geschonken en is daarmee praktisch bruikbaar in de horeca. De kwaliteit van deze wijn wordt vaak als lager ingeschat.

### Kidoesj
De Kidoesj-wijn speelt een rol bij de Joodse rituelen. Deze wijn wordt vaak beschouwd als van mindere kwaliteit en is te zoet, te fruitig, verder smakeloos en zonder aroma.

### Mehadrin
Wijn die als mehadrin wordt bestempeld, is geproduceerd volgens de meest strikte spijswetten.

## Hechsjer
Hechsjer is het Hebreeuwse woord voor een rabbinale verklaring van kasjroet (koosjerheidscertificering). Alle kosjere winkels (behalve supermarkten) moeten een te'oedat hechsjer (koosjerheidscertificaat) hebben hangen. Dit wordt door de certificerende rabbijn of rabbinale rechtbank/organisatie verstrekt voor een bepaalde periode. Zaken die een te'oedat hechsjer vereisen zijn onder anderen restaurants, bakkerijen en fastfoodzaken. In Nederland wordt dit door het Opperrabbinaat voor Nederland verzorgd.
Met name in Israël, maar in toenemende mate ook in de Verenigde Staten, is het gebruikelijk om een klein symbooltje (ca. 1 cm doorsnee), doorgaans het logo van de rabbijn of het rabbinaat in kwestie, op de verpakking van ieder voorverpakt product te plaatsen. Enkel de tekst 'koosjer' is niet voldoende, aangezien er verschillende gradaties van koosjerheidscertificering bestaan.